# Caladenia macrostylis
Caladenia macrostylis är en orkidéart som beskrevs av Robert Desmond David Fitzgerald. Caladenia macrostylis ingår i släktet Caladenia och familjen orkidéer. Inga underarter finns listade i Catalogue of Life.